# 安丰塘镇
安丰塘镇，是中华人民共和国安徽省六安市寿县下辖的一个乡镇级行政单位。

## 行政区划
安丰塘镇下辖以下地区：
安丰街道社区、苏王街道社区、老街村、戈店村、井亭村、四店村、柿园村、大树村、申桥村和宋墙村。